# Ófeigsfoss
Ófeigsfoss (isländska: Ófeigsfoss) är ett vattenfall i republiken Island.   Det ligger i regionen Västlandet, i den västra delen av landet, 100 km norr om huvudstaden Reykjavík. 
Terrängen runt Ófeigsfoss är kuperad.  Trakten runt Ófeigsfoss är nära nog obefolkad, med mindre än två invånare per kvadratkilometer. Närmaste större samhälle är Stykkishólmur, 13,8 km norr om Ófeigsfoss. Trakten runt Ófeigsfoss består i huvudsak av gräsmarker.
Inlandsklimat råder i trakten. Årsmedeltemperaturen i trakten är −1 °C. Den varmaste månaden är juli, då medeltemperaturen är 11 °C, och den kallaste är februari, med −9 °C.